# Eygalières
Eygalières je obec ležící na úpatí pohoří Alpilles ve francouzském departementu Bouches-du-Rhône. K 1. lednu 2008 zde žilo 1830 obyvatel.
V obci panuje středozemské klima s horkým létem a mírnou zimou. Téměř půl roku zde vane mistral o různé intenzitě.
Mezi hlavní pamětihodnosti obce patří románská kaple sv. Sixta a ruiny zdejšího hradu, odkud se návštěvníkům naskýtá podmanivý výhled po okolních pahorcích. Eygalières se nachází na území regionálního přírodního parku Alpilles.